# Platycnemis nyansana
Platycnemis nyansana là một loài chuồn chuồn kim thuộc họ Platycnemididae. Loài này có ở Cộng hòa Dân chủ Congo và Uganda. Môi trường sống tự nhiên của chúng là rừng ẩm vùng đất thấp nhiệt đới hoặc cận nhiệt đới và đầm nước ngọt.